# محمود محارب

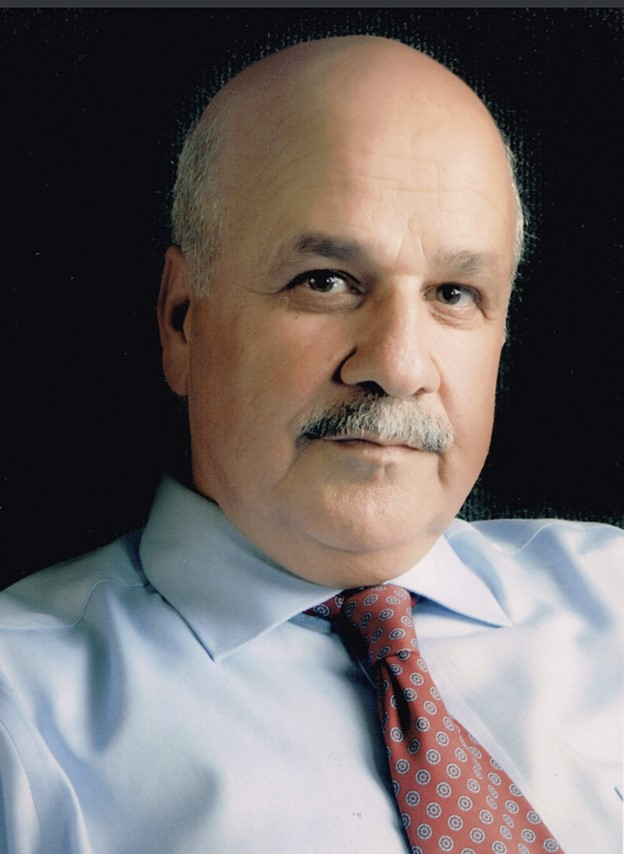
محمود محارب

محمود محارب (مواليد 1952) هو باحث ومؤرخ فلسطيني بارز، وأستاذ جامعي، قيادي وأمين عام سابق لحزب التجمع الوطني الديمقراطي، وعضو مؤسس سابق في حركة أبناء البلد.
تلقى تعليمه الإبتدائي في اللد بلدته الأم، وأكمل تعليمه الثانوي في الكلية الأرثوذكسية العربية في حيفا، حصل على شهادة البكالوريوس في العلوم السياسية من الجامعة العبرية في القدس. وفي عام 1986 حصل على شهادة الدكتوراه من جامعة ريدينغ في بريطانيا في العلوم السياسية.
ألّف العديد من الكتب، وتناولت معظم أبحاثه مواضيع: الصراع العربي الإسرائيلي، والصهيونية، وإسرائيل، والقضية الفلسطينية.

## مناصبه
انخرط في العمل الوطني منذ صغره ورأس في النصف الثاني من سبعينيات القرن الماضي لجنة الطلاب العرب في الجامعة العبرية في القدس، وساهم في تأسيس اتحاد لجان الطلاب العرب الجامعيين، عمل مديرًا لمركز الأبحاث التابع لجمعية الدراسات العربية في القدس المحتلة عام 1987 حتى عام 1990. رأَسَ تحرير مجلة «قضايا» البحثية الصادرة عن مؤسسة قضايا للدراسات في القدس المحتلة بين عامي 1989 و1992. وعمل أستاذًا للعلوم السياسية والدراسات الثقافية في جامعة بيت لحم في الأعوام 1990 و2000، وأستاذًا للعلوم السياسية والدراسات الإسرائيلية في معهد الدراسات الإقليمية في جامعة القدس منذ سنة 2001. وعمل مديرًا لمعهد الدراسات الإقليمية في جامعة القدس بين عامي 2003 و2006.

## مؤلفاته
ألف ونشر محمود محارب باللغتين والعربية والإنجليزية العشرات من المقالات والكتب والدراسات بعضها يتناول إسرائيل وسياساتها وعلاقاتها مع العالم العربي، وبعضها يتناول تاريخ فلسطين والفلسطينيّين. أبرزها:

#### الكتب
1. الحزب الشيوعي الإسرائيلي والقضية الفلسطينية 1948-1981: دراسة نقدية (القدس: 1989).
2. دراسات عربية (تحرير) (القدس: جمعية الدراسات العربية، 1989).
3. لجنة المتابعة العليا لقضايا الجماهير العربية في إسرائيل (القدس: مركز المعلومات البديلة، 1998).
4. سياسة إسرائيل النووية وعملية صنع قرارات الأمن القومي فيها (بيروت: المركز العربي لأبحاث ودراسة السياسات، 2013).[4]
5. سياسات إسرائيل تجاه الأقصى (عمان: اللجنة الملكية لشؤون القدس، )2017.
6. العلاقات بين الوكالة اليهودية وقيادات سورية في أثناء الثورة الفلسطينية الكبرى 1936-1939 (بيروت: جسور للترجمة والنشر، 2021).[5]
7. الحزب الشيوعي الإسرائيلي والنكبة: الموقف والدور (بيروت: المركز العربي للأبحاث ودراسة السياسات، 2022).[6]
8. الأرشيفات في إسرائيل والرواية التاريخية والنكبة: كشف النقاب عن التقرير الذي يدحض الرواية التاريخية الإسرائيلية (حيفا: مدى الكرمل، 2022).[7]

#### فصول في كتب
1. "إسرائيل والقضية الفلسطينية والعلاقات الخارجية"، في كتاب: مجموعة مؤلفين، تقرير مدار الاستراتيجي (رام الله: مدار، 2005).
2. "التدخل الإسرائيلي في السودان"، في كتاب: مجموعة مؤلفين، انفصال جنوب السودان: المخاطر والفرص (بيروت: المركز العربي للأبحاث ودراسة السياسات، 2012).
3. "العلاقات الإسرائيلية التركية العربية: المكانة والدور والتحالفات"، في كتاب: مجموعة مؤلفين، العرب وتركيا: تحديات الحاضر ورهانات المستقبل (بيروت: المركز العربي للأبحاث ودراسة السياسات، 2013).
4. "إسرائيل والقرن الأفريقي: العلاقات والتدخلات"، في كتاب: مجموعة مؤلفين، العرب والقرن الأفريقي: جدلية الجوار والانتماء (بيروت: المركز العربي للأبحاث ودراسة السياسات، 2014).
5. "إسرائيل والتغيرات الجيوستراتيجية في الوطن العربي"، في كتاب: مجموعة مؤلفين، التداعيات الجيوستراتيجية للثورات العربية (بيروت: المركز العربي للأبحاث ودراسة السياسات، 2014).[8]
6. العلاقات الإسرائيلية الصينية بعد انتهاء الحرب الباردة، في كتاب مجموعة مؤلفين، العرب والصين: مستقبل العلاقات مع قوة صاعدة (بيروت: المركز العربي للأبحاث ودراسة السياسات، 2019).[9]
7. "عملية صنع قرار حرب حزيران/ يونيو 1967 في إسرائيل"، في كتاب: مجموعة مؤلفين، حرب حزيران/ يونيو 1967: مسارات الحرب وتداعياتها (بيروت: المركز العربي للأبحاث ودراسة السياسات، 2020).[10]

#### دراسات
1. "الصهيونية والهاجس الديمغرافي"، مجلة شؤون فلسطينية، بيروت، مركز الأبحاث الفلسطيني التابع لمنظمة التحرير الفلسطينية، العدد 194، أيار/ مايو 1989، ص. 26-47.
2. "الحزب الشيوعي الإسرائيلي والصهيونية"، مجلة شؤون فلسطينية، العدد 199، تشرين الأول/ أكتوبر 1989، ص. 51-66.
3. "الحزب الشيوعي الإسرائيلي والهجرة والتهجير"، مجلة شؤون فلسطينية، العدد 201، كانون الأول/ ديسمبر 1989، ص. 73- 85.
4. "تهجير اليهود والسلام المفقود"، مجلة قضايا (القدس) العدد 3، أيار/ مايو1990، ص. 3-18.
5. "نحو أولويات في القضية الفلسطينية"، مجلة قضايا العدد 8، آب/ أغسطس 1991، ص. 3-14.
6. "إسرائيل: الطريق إلى الأبارتهايد"، مجلة وجهات نظر (القاهرة) عدد تشرين الأول/ أكتوبر،2005، ص. 22- 32.
7. "المخابرات الصهيونية: بداية التجسس على العرب"، مجلة المستقبل العربي (بيروت) عدد 357، تشرين الثاني/ نوفمبر 2008، ص. 113-129.[11]
8. "المقالات الصهيونية المدسوسة في الصحف اللبنانية والسورية 1936-1939"، مجلة الدراسات الفلسطينية (بيروت) العدد 78، ربيع 2009، ص. 116-132.[12]
9. "المفاوضات السرية بين إسرائيل ورئيس وزراء لبنان رياض الصلح"، (سلسلة دراسات وأوراق بحثية) موقع المركز العربي للأبحاث ودراسة السياسات، شباط/ فبراير 2011، (45 صفحة).[13]
10. "عملية صنع قرارات الأمن القومي في إسرائيل وتأثير المؤسسة العسكرية فيها" (سلسلة دراسات وأوراق بحثية) موقع المركز العربي للأبحاث ودراسة السياسات، شباط/ فبراير 2011 (45 صفحة).[14]
11. "إسرائيل والثورة المصرية" (سلسلة دراسات وأوراق بحثية) موقع المركز العربي للأبحاث ودراسة السياسات، نيسان/ إبريل 2011 (18 صفحة).[15]
12. "التدخل الإسرائيلي في السودان" (سلسلة دراسات وأوراق بحثية) موقع المركز العربي للأبحاث ودراسة السياسات، حزيران/ يونيو 2011 (22 صفحة).[16]
13. "إسرائيل والتوجه الفلسطيني للأمم المتحدة" (سلسلة ملفات) موقع المركز العربي للأبحاث ودراسة السياسات، أيلول/ سبتمبر 2011 (12 صفحة).[17]
14. "تنظيم جباية الثمن وجباية الثمن من الفلسطينيين" (تحليل سياسات) موقع المركز العربي للأبحاث ودراسة السياسات، شباط/ فبراير 2012 (22 صفحة).[18]
15. "العلاقات الإسرائيلية- التركية في ضوء رفض إسرائيل الاعتذار"،(تقييم حالة) موقع المركز العربي للأبحاث، تشرين الثاني/ نوفمبر 2012 (22صفحة).[19]
16. "إسرائيل والتغيرات الاستراتيجية في الوطن العربي" مجلة سياسات عربية التي يصدرها المركز العربي للأبحاث ودراسة السياسات، العدد الأول، آذار/ مارس 2013، ص. 23-32.[20]
17. "سياسة الغموض النووي الإسرائيلية: الخلفية والأسباب والأهداف"، مجلة سياسات عربية، العدد الثاني، أيار/ مايو 2013، ص. 60-72.[21]
18. "إسرائيل والقرن الأفريقي: العلاقات والتدخلات"، مجلة سياسات عربية، العدد الثالث تموز/ يوليو 2013، ص. 37-49.[22]
19. "الهجمة الاستيطانية الإسرائيلية غير المسبوقة هي مشروع نتنياهو الوحيد" مجلة سياسات عربية العدد السادس، كانون الثاني/ يناير 2014، ص. 19-30.[23]
20. "إسرائيل وحركة المقاطعة"، مجلة سياسات عربية العدد الثامن، نيسان/ إبريل 2014، ص. 5-18.[24]
21. "الحرب الإسرائيلية على غزة"،مجلة سياسات عربية، العدد العاشر، أيلول/ سبتمبر2014، ص. 5-15.[25]
22. "المفاوضات بين الوكالة اليهودية والكتلة الوطنية السورية" مجلة أسطور التي يصدرها المركز العربي للأبحاث ودراسة السياسات، العدد الأول، كانون الثاني/ يناير 2015، ص. 140-159.[26]
23. "مشهد العلاقات الأميركية- الإسرائيلية إثر خطاب نتنياهو في الكونغرس" (تحليل سياسات) موقع المركز العربي للأبحاث ودراسة السياسات، آذار/ مارس 2015، (12 صفحة).[27]
24. "حكومة نتنياهو الرابعة الأضيق والأكثر تطرفا"، مجلة سياسات عربية، العدد 15، تموز/يوليو 2015، ص.107- 113.[28]
25. "التنظيم الارهابي اليهودي: من ’جباية الثمن’ إلى ’تمرد’"، مجلة سياسات عربية، العدد 17 تشرين الأول/ أكتوبر 2015، ص. 51-63.[29]
26. "سياسة إسرائيل تجاه الأقصى"، مجلة سياسات عربية العدد 19، آذار/ مارس 2016، ص. 5-22.[30]
27. "عوائق ابرام مذكرة التفاهم حول المساعدات العسكرية الأميركية لإسرائيل" (تقييم حالة) موقع المركز العربي للأبحاث ودراسة السياسات، تموز/ يوليو 2016 (10 صفحات).[31]
28. "العلاقات الصينية – الإسرائيلية بعد الحرب الباردة"، مجلة سياسات عربية، العدد 22، أيلول/ سبتمبر 2016، ص. 59-69.[32]
29. "من المفاوضات إلى الاختراق: العلاقات بين الوكالة اليهودية والكتلة الوطنية والمعارضة الشهبندرية"، مجلة أسطور، العدد الخامس كانون الثاني/ يناير 2017، ص.165-200.[33]
30. "عملية صنع قرار حرب حزيران/ يونيو 1967 في إسرائيل"، مجلة سياسات عربية، العدد 26 أيار/ مايو 2017، ص. 12-24.[34]
31. "عملية اتخاذ قرار الحرب في إسرائيل: صراع الصلاحيات والأدوار والسلطات"، تقييم حالة، المركز العربي للأبحاث ودراسة السياسات، حزيران/ يونيو 2018 (8 صفحات).[35]
32. "دور الحزب الشيوعي الإسرائيلي في النكبة"، مجلة أسطور العدد التاسع، كانون الثاني/ يناير 2019، ص. 133-158.[36]
33. "واقع وخطط السايبر والطائرات المسيرة في إسرائيل"، مجلة استشراف التي يصدرها المركز العربي للأبحاث ودراسة السياسات، العدد الرابع، تشرين الأول/ أكتوبر 2019، ص.13-33.[37]
34. "سياسة إسرائيل تجاه غزة"، مجلة سياسات عربية، العدد 45، تموز/ يوليو 2020، ص. 111-123.[38]
35. "الأرشيفات في إسرائيل والرواية التاريخية الإسرائيلية والنكبة: كشف النقاب عن التقرير الذي يدحض الرواية التاريخية الإسرائيلية"، مجلة أسطور، العدد 14، تموز/ يوليو 2021، ص. 189-237.[39]
36. "سياسة إسرائيل تجاه المشروع النووي الإيراني في بداية حكم الرئيس إبراهيم رئيسي"، مجلة سياسات عربية، العدد 59، تشرين الثاني/ نوفمبر 2022، ص. 48-61.[40]
37. "الحرب وتهجير الفلسطينيين من قطاع غزة"، المركز العربي للأبحاث ودراسة السياسات، آذار/ مارس، 2024 (9 صفحات).[41]
38. "قوات الاحتياط في الجيش الإسرائيلي: بنيتها وأسباب تراجع دورها"، المركز العربي للأبحاث ودراسة السياسات، آب/أغسطس، 2024 (13 صفحة).[42]
39. "جاحل وماحل: المجندون من خارج البلاد للجيش الإسرائيلي في حرب عام 1948"، مجلة أسطور، المجلد (11) العدد 22، ص 213-234. المركز العربي للأبحاث ودراسة السياسات، شباط/فبراير، 2025 (21 صفحة).[43]